# Menemerus bicolor
Menemerus bicolor là một loài nhện trong họ Salticidae.
Loài này thuộc chi Menemerus. Menemerus bicolor được Elizabeth Maria Gifford Peckham & George William Peckham miêu tả năm 1896.